# جايسون كوستا
جايسون كوستا (بالإنجليزية: Jason Costa)‏ هو طبال أمريكي، ولد في 5 نوفمبر 1972 في كوينسي في الولايات المتحدة.

## وصلات خارجية
- جايسون كوستا على موقع ميوزك برينز (الإنجليزية)
- جايسون كوستا على موقع ديسكوغز (الإنجليزية)